# Heteromys gaumeri
Espèce
Statut de conservation UICN

 LC  : Préoccupation mineure
Heteromys gaumeri est une espèce de Rongeurs de la famille des Heteromyidae qui regroupe les souris kangourou d'Amérique. Ce petit mammifère fait partie des Souris épineuses à poches, c'est-à-dire à larges abajoues. Il est présent au Belize, au Guatemala et au Mexique.
L'espèce a été décrite pour la première fois en 1897 par deux américains : le zoologiste Joel Asaph Allen (1838-1921) et le naturaliste Frank Michler Chapman (1864-1945).